# Genetic World (D)
Genetic World (Genetic World?) è il quarto album in studio della rock band visual kei giapponese D, ed è stato pubblicato il 25 febbraio 2009 dall'etichetta major avex trax (il primo album del gruppo per questa casa discografica e per una major in generale).
Esistono tre edizioni dell'album: due speciali limitate con custodia jewel case, cover variate e DVD extra con materiali video diversi, ed una normale con copertina ancora diversa e custodia jewel case.

## Tracce
Tutti i brani sono parole e musica di ASAGI, tranne dove indicato.

Dopo il titolo è indicata fra parentesi "()" la grafia originale del titolo.
1. Nocturnal (Nocturnal?) - 4:02
2. Colosseo (Colosseo?) - 5:23
3. BIRTH (Genetic World mix) (BIRTH (Genetic World mix)?) - 4:16
4. Arabesque (Arabesque?) - 4:10 (ASAGI - Ruiza)
5. Yami no kuni no Alice (闇の国のアリス?) - 4:53
6. Haitoku no mitsu wa ku yomogi no yō ni (背徳の蜜は苦よもぎのように?) - 4:34 (ASAGI - Ruiza)
7. Kitsunezuka (狐塚?) - 4:36
8. Meteo ~Mubi no koku~ (メテオ〜夢寐の刻〜?) - 3:52
9. Hydrograph (Hydrograph?) - 5:01 (ASAGI - Ruiza)
10. Snow White (Snow White?) - 5:11
11. Rakuen (楽園?) - 5:17

### DVD

#### Edizione speciale A
1. Nocturnal; videoclip

#### Edizione speciale B
1. Nocturnal; making of
2. Registrazione di uno show televisivo con i D

## Singoli
- 07/05/2008 - BIRTH
- 03/09/2008 - Yami no kuni no Alice/Hamon
- 10/12/2008 - Snow White

## Formazione
- ASAGI - voce
- Ruiza - chitarra elettrica ed acustica
- HIDE-ZOU - chitarra elettrica
- Tsunehito - basso
- HIROKI - batteria

## Curiosità
- I D utilizzano frequentemente la lingua inglese nei loro testi (pratica comune fra gli artisti nipponici), ma nella canzone Colosseo, in giapponese, alcuni versi sono in italiano: verso la fine della canzone si può sentire il cantante pronunciare le parole «Sangue / Noi lo capiamo / Non sentono niente». L'uso di lingue straniere poco convenzionali è una caratteristica piuttosto frequente nelle canzoni dei D.